# Ambula
Ambula (en serbe cyrillique : Амбула ; en albanais : Amulli) est un village du sud-est du Monténégro, dans la municipalité d'Ulcinj.

## Démographie

### Évolution historique de la population
| 1948 | 1953 | 1961 | 1971 | 1981 | 1991 | 2003 |
| ---- | ---- | ---- | ---- | ---- | ---- | ---- |
| 108  | 135  | 172  | 196  | 168  | 56   | 31   |